# Akiko Yajima
Akiko Yajima (japanisch 矢島 晶子, Yajima Akiko; * 4. Mai 1967) ist eine japanische Synchronsprecherin aus Kashiwazaki, Niigata. Ihre bekannteste Rolle ist eine der Hauptrollen in der langjährigen Animeserie Crayon Shin-chan, Shinnosuke Nohara.  Sie spricht auch Mipple im Original von Pretty Cure, Sally Yoshinaga in The Brave Express Might Gaine, Paffy Pafuricia in Haō Taikei Ryū Knight,  Relena Peacecraft in Mobile Suit Gundam Wing, Ayumi Himekawa in Glass Mask, Riku und Diva in Blood+, Longlong in Shizuku-chan und Kohaku in Inuyasha. Sie spricht außerdem Annie Barrs in den Tales-of-Serien, und hat Anakin Skywalker und Harry Potter in einigen der Live-Actionfilme und Videospiele gesprochen. Sie ist weiterhin die Stimme von Spyro the Dragon in den Spyro-Videospielen, von denen sie sich im Jahr 2000 zurückzog. Am 29. Juni 2018 hat Akiko Yajima ihre Tätigkeit als Stimme von Shinnosuke Nohara beendet und bekanntgegeben, dass Yumiko Kobayashi diese Rolle übernimmt.

## Filmografie

### Anime
- 1989: Idol Densetsu Eriko – Eriko Tamura[3]
- 1989: Jungle Book Shōnen Mowgli – Meshua[3]
- 1990: Mashin Hero Wataru 2 – Reina[3]
- 1990: Like the Clouds, Like the Wind[3]
- 1990: NG Knight Lamune & 40 – Yorurun[3]
- 1990: Magical Angel Sweet Mint – Claire[3]
- 1990: Lemon Angel – Medaka Ogawa[3]
- 1991: Jankenman – Guuyan[3]
- 1991: Chiisana Obake Acchi, Kocchi, Socchi – Kocchi[3]
- 1991: Dragon Knight – Lala[3]
- 1992: Hana no Mahōtsukai Mary Bell – Vivian, Miki[3]
- 1992: Tekkaman Blade – Boy[3]
- 1992: Adventures of Puss-in-Boots – The Little Mermaid[3]
- 1992: Cooking Papa – Ohara Etsuko[3]
- 1992–2018: Crayon Shin-chan – Shinnosuke "Shin-chan" Nohara[3]
- 1992: Licca-chan – Aki[3]
- 1992: Kobo-chan – Nohara Satoshi[3]
- 1993: The Brave Express Might Gaine – Sally Yoshinaga[3]
- 1994: Tico of the Seven Seas – Topia[3]
- 1994: Pretty Soldier Sailor Moon S – Tamasaburou[3]
- 1994–95: Haō Taikei Ryū Knight – Paffy Pafuricia[3]
- 1994: Yamato Takeru – Kaon[3]
- 1994: Butt Attack Punisher Girl Gautaman – Hibari Misora[3]
- 1994: Tenshi Nanka Ja Nai – Yuko Mamiya[3]
- 1994: Mahōjin Guru Guru – Ardenberg[3]
- 1994: Butt Attack Punisher Girl Gautaman R – Hibari Misora[3]
- 1995: Jura Tripper – Martina[3]
- 1995: Tenchi Universe – Ken-Ohki[3]
- 1995: Mobile Suit Gundam Wing – Relena Peacecraft – Also Endless Waltz[3]
- 1995: Bonobono – Min Min[3]
- 1995: Bear's Phu Taro – Happiness rabbit[3]
- 1995: Mojacko – Hyun[3]
- 1995: Neon Genesis Evangelion – Various characters[3]
- 1995: Galaxy Fräulein Yuna – Erika Kousaka[3]
- 1996–98: Bakusō Kyōdai Let's &amp; Go!! – Chīko Mikuni, Josephine Goodwin[3]
- 1996: Rurouni Kenshin – Amakusa Shōgo (young)[3]
- 1996: First Human Gon – Prince of the stars[3]
- 1996: VS Knight Ramune &amp; 40 Fire[3]
- 1996: Idol Janshi Suchie-Pai 2 – Shiho Katagiri[3]
- 1996: Kochira Katsushika-ku Kameari Kōen-mae Hashutsujo – Keiko Kirigaya[3]
- 1996: Martian Successor Nadesico – Sayuri Terasaki[3]
- 1996: Raideen the Superior – Takeru[3]
- 1996–97: Galaxy Fräulein Yuna: The Abyssal Fairy – Erika Kousaka[3]
- 1997: Vampire Hunter: The Animated Series – Anita[3]
- 1997: Tenchi in Tokyo – Yugi[3]
- 1997: Revolutionary Girl Utena – Mitsuru Tsuwabuki[3]
- 1997: The Kindaichi Case Files – Various characters[3]
- 1997: Flame of Recca – Kurenai[3]
- 1997: Battle Athletes Victory – Anna Respighi[3]
- 1997: Berserk – Rickert, Elise[3]
- 1998: Kocchi Muite! Miiko – Mamoru Yamada[3]
- 1998: Fushigi Mahō Fan Fan Pharmacy – Niboshi, Natsumi, Puka[3]
- 1998: Princess Nine – Koharu Hotta[3]
- 1998: Sentimental Journey – Kasumi Imanaka[3]
- 1998: DT Eightron – Dolly[3]
- 1998: Orphen – Maris[3]
- 1998: Geobreeders – Takami Sakuragi[3]
- 1999: Burst Ball Barrage!! Super B-Daman – Koichi Kuroba[3]
- 1999: Kamikaze Kaito Jeanne – Black Angel Access Time, Sakura Todaiji[3]
- 1999: Tournament of the Gods – Craiya[3]
- 1999: Kyorochan – Kitakaze kanka[3]
- 1999–2000: Blue Submarine No. 6 – Daughter of the Beast[3]
- 1999: Omishi Magical Theater: Risky Safety – Yuya Fukami[3]
- 1999: Seraphim Call – Chiami Ouse[3]
- 1999: Excel Saga – Sara Cosette[3]
- 1999: The Big O – R. Dorothy Wayneright[3]
- 1999: Shukan Storyland – Chrysanthemum[3]
- 2000: Gensomaden Saiyuki – Seifuku / Meigetsu[3]
- 2000: Ceres, The Celestial Legend – Miori Sahara[3]
- 2000: Argento Soma – A clover[3]
- 2000: Inuyasha – Kohaku, Yura of the Hair[3]
- 2000: Ghost Stories – Boy (sometimes)[3]
- 2000: Hiwou War Chronicles – Mayu[3]
- 2001: The Family's Defensive Alliance – Ellen Shiratori[3]
- 2001: Haré+Guu – It is my sister[3]
- 2001: Rune Soldier – Aila[3]
- 2001: Prétear – Mannen[3]
- 2001: Figure 17 – Tsubasa Shiina[3]
- 2001: One: Kagayaku Kisetsu e – Yuzuki poet[3]
- 2001: Final Fantasy: Unlimited – Earl Tyrant, Chocobo[3]
- 2002: Mirage of Blaze – Saori Morino[3]
- 2002: Ghost in the Shell: Stand Alone Complex – Miki[3]
- 2002: Naruto – Ranmaru[3]
- 2002: Haibane Renmei – Kuu[3]
- 2003: Cinderella Boy – Mark[3]
- 2003: Fullmetal Alchemist – Clause[3]
- 2003: Maburaho – Sayaka Otoe[3]
- 2003: Twin Spica – Asumi Kamogawa[3]
- 2004: Futari wa Pretty Cure – Mipple[3]
- 2004: Mars Daybreak – Sarah Shasha[3]
- 2004: Sgt. Frog – Alisa Southerncross[3]
- 2004: Monster – Wim[3]
- 2004: Gankutsuou: The Count of Monte Cristo – Haydée[3]
- 2005: Air – Boy[3]
- 2005: Futari wa Pretty Cure Max Heart – Mipple[3]
- 2005: The Law of Ueki – Yun Pao[3]
- 2005: Glass Mask – Ayumi Himekawa[3]
- 2005: Eureka Seven – Sakuya[3]
- 2005: Hell Girl – Yuki[3]
- 2005: Blood+ – Diva, Riku Miyagusuku[3]
- 2006: Wan Wan Celeb Soreyuke! Tetsunoshin – Lovie / Lina[3]
- 2006: Ergo Proxy – Pino[3]
- 2006: Inukami! – Raccoon dog[3]
- 2006: .hack//Roots – Gasper[3]
- 2006: xxxHolic – Ame Warashi[3]
- 2006: Otogi-Jūshi Akazukin – Rapunzel[3]
- 2006: Kanon – Kazuya Kurata[3]
- 2006: Pururun! Shizuku-chan – Longlong[3]
- 2006: Digimon Data Squad the Movie: Ultimate Power! Activate Burst Mode – rhythm[3]
- 2007: Naruto Shippuden – Young Sasori[3]
- 2007: Dennō Coil – Kyoko[3]
- 2007–2013: Sayonara Zetsubou Sensei series – Chie Arai / Thunnomitsu / Thread Braid[3]
- 2007: Blue Drop – Mari Wakatake[3]
- 2007: Clannad – My voice[3]
- 2007: Pururun! Shizuku-chan Aha – Longlong, Karua-chan[3]
- 2007: Ghost Hound – Miyako Komagusu[3]
- 2008: Shigofumi: Letters from the Departed – Fantasy[3]
- 2008: Yu-Gi-Oh 5D's – Nico[3]
- 2008: xxxHolic – Ame-warashi[3]
- 2008: The Tower of Druaga series – Kai[3]
- 2008: Natsume's Book of Friends – Kogitsune[3]
- 2008: Casshern Sins – Luna[3]
- 2008: Clannad After Story – My voice[3]
- 2009: Slayers Evolution-R – Boy[3]
- 2009: Jungle Taitei – Yūki ga Mirai wo Kaeru – Kenichi Oyama[3]
- 2009: Inuyasha: The Final Act – Kohaku[3]
- 2009: Fairy Tail – Lector[3]
- 2010: Shin Koihime Musou – Chojo[3]
- 2010: The Legend of the Legendary Heroes – Arua[3]
- 2010: Cool Cute Declaration! – Various characters[3]
- 2011: Natsume's Book of Friends – A child fox[3]
- 2012: PES: Peace Eco Smile  – NaSuBi[3][4]
- 2012: Lupin III.: The Woman Called Fujiko Mine – Boy[3]
- 2012: Arashi no Yoru ni: Himitsu no Tomodachi – Tao[3]
- 2012: Shirokuma Cafe – Lesser panda[3]
- 2012: Picchipichi Shizuku-chan – Longlong[3]
- 2013: Gaist Crusher – Aku Amun[3]
- 2013: Tokyo Ravens – Suzuka's older brother[3]
- 2013: Noucome – Utage Dōraku[3][5]
- 2014: Keroro – Alisa Southerncross[3]
- 2014: Garo: The Animation series – Alois, Kintoki[3][6]
- 2016: Shōnen Maid – Hanako Hino[3]
- 2016: Puzzle and Dragons X – Young Reims[3]
- 2018: Pop Team Epic – Pipimi[3]
- 1999: Kakyūsei – Hikari Akimoto[3]
- My My Mai – Mai Waku[3]
- Canyan Bunny Extra – Swati[3]

### Film
- 1992: 1000 Pine Groves – Fumi[3]
- 1992: Yawara! Soreyuke Koshinuke Kizzu – Takahide Wakamatsu[3]
- 1993: Crayon Shin-chan: Action Kamen vs Leotard Devil – Shinnosuke Nohara[3]
- 1994: Crayon Shin-chan: The Secret Treasure of Buri Buri Kingdom – Shinnosuke Nohara[3]
- 1995: Crayon Shin-chan: Unkokusai's Ambition – Shinnosuke Nohara[3]
- 1996: Crayon Shin-chan: Adventure in Henderland – Shinnosuke Nohara[3]
- 1996: Toire no Hanako-san – Kaori Miyano[3]
- 1997: Crayon Shin-chan: Pursuit of the Balls of Darkness – Shinnosuke Nohara[3]
- 1998: Crayon Shin-chan: Blitzkrieg! Pig's Hoof's Secret Mission – Shinnosuke Nohara[3]
- 1998: Martian Successor Nadesico: The Prince of Darkness – Sayuri Terasaki[3]
- 1999: Crayon Shin-chan: Explosion! The Hot Spring's Feel Good Final Battle – Shinnosuke Nohara[3]
- 2000: Crayon Shin-chan: The Storm Called The Jungle – Shinnosuke Nohara[3]
- 2000: Pokémon 3: The Movie – Mi Snowdon[3]
- 2000: Ah! My Goddess: The Movie – Ex[3]
- 2001: One Piece: Clockwork Island Adventure – Akizu[3]
- 2001: Crayon Shin-chan: The Storm Called: The Adult Empire Strikes Back – Shinnosuke Nohara[3]
- 2002: Crayon Shin-chan: The Storm Called: The Battle of the Warring States – Shinnosuke Nohara[3]
- 2002: Inuyasha the Movie: The Castle Beyond the Looking Glass – Kohaku[3]
- 2003: Crayon Shin-chan: The Storm Called: Yakiniku Road of Honor – Shinnosuke Nohara[3]
- 2003: Inuyasha the Movie: Swords of an Honorable Ruler – Kohaku[3]
- 2004: Crayon Shin-chan: The Storm Called: The Kasukabe Boys of the Evening Sun – Shinnosuke Nohara[3]
- 2004: Konjiki no Gash Bell!! Movie 1: Unlisted Demon 101 – Kotoha[3]
- 2005: Crayon Shin-chan: The Legend Called Buri Buri 3 Minutes Charge – Shinnosuke Nohara[3]
- 2005: Futari wa Pretty Cure Max Heart the Movie – Mipple[3]
- 2005: Futari wa Pretty Cure Max Heart the Movie 2: Friends of the Snow-Laden Sky – Mipple[3]
- 2006: Crayon Shin-chan: The Legend Called: Dance! Amigo! – Shinnosuke Nohara[3]
- 2006: Brave Story – Suaty[3]
- 2007: Oshare Majo: Love and Berry – Yumi[3]
- 2007: Crayon Shin-chan: The Storm Called: The Singing Buttocks Bomb – Shinnosuke Nohara[3]
- 2007: Summer Days with Coo – Female announcer[3]
- 2008: Crayon Shin-chan: The Storm Called: The Hero of Kinpoko – Shinnosuke Nohara[3]
- 2008: Resident Evil: Degeneration – Learnie Chowler[3]
- 2009: Pretty Cure All Stars DX: Everyone's Friends☆the Collection of Miracles!  – Mipple[3]
- 2009: Crayon Shin-chan: Roar! Kasukabe Animal Kingdom – Shinnosuke Nohara[3]
- 2010: Pretty Cure All Stars DX2: Light of Hope☆Protect the Rainbow Jewel! – Mipple[3]
- 2010: Crayon Shin-chan: Super-Dimension! The Storm Called My Bride – Shinnosuke Nohara[3]
- 2010: King of Thorn – Tim[3]
- 2010: Colorful – Child of sweets shop[3]
- 2011: Pretty Cure All Stars DX3: Deliver the Future! The Rainbow-Colored Flower That Connects the World – Mipple[3]
- 2011: Crayon Shin-chan: The Storm Called: Operation Golden Spy – Shinnosuke Nohara[3]
- 2011: Little Ghostly Adventures of Tofu Boy – Throbbing[3]
- 2012: A challenge – Dong Chan[3]
- 2012: Crayon Shin-chan: The Storm Called!: Me and the Space Princess – Shinnosuke Nohara[3]
- 2013: Pretty Cure All Stars New Stage 2: Friends of the Heart – Mipple[3]
- 2013: Crayon Shin-chan: Very Tasty! B-class Gourmet Survival!! – Shinnosuke Nohara[3]
- 2014: Ōkii Ichinensei to Chiisana Ninensei – Akiyo[3][7]
- 2014: Crayon Shin-chan: Serious Battle! Robot Dad Strikes Back – Shinnosuke Nohara[3]
- 2015: Pretty Cure All Stars: Carnival of Spring♪ – Mipple[3]
- 2015: Crayon Shin-chan: My Moving Story! Cactus Large Attack! – Shinnosuke Nohara[3]
- 2015: Miss Hokusai – Child of a tea room[3]
- 2015: Gamba: Gamba to Nakama-tachi – Chūta[3]
- 2016: Crayon Shin-chan: Fast Asleep! Dreaming World Big Assault! – Shinnosuke Nohara[3]
- 2017: Crayon Shin-chan: Invasion!! Alien Shiriri – Shinnosuke Nohara[3]
- 2018: Crayon Shin-chan: Burst Serving! Kung Fu Boys ~Ramen Rebellion~ – Shinnosuke Nohara[3]

### Videospiele
- 1995–98: Galaxy Fraulein Yuna games – Erika Kousaka[3]
- 1996: Cry Sweeper – Kai Shi[3]
- 1996: Idol Janshi Suchie-Pai games – Shiho Katagiri[3]
- 1997: Dōkyūsei 2 – Tomomi Mizuno[3]
- 1998: Lament and ... – Aoki Senju[3]
- 1998: Succubus ~ The fallen angel ~ – Tina[3]
- 1998: Martian Successor Nadesico – Kazama Itsuki, Sayuri Terasaki[3]
- 1998–99: Twins stories wanting to tell you ... – Kikuoka Hanano[3]
- 1999: Circadia – Kiryuin Deep Snow[3]
- 1999: Fire Himitsune ~ Love ~ – Atago[3]
- 1999–2000: Persona 2 games – Maya Amano[3]
- 1999: Little Lovers SHE SO GAME – Erika Shinto[3]
- 1999: Yukyu Fantasia 3 Perpetual blue – Bisette Marsh[3]
- 2000: Mega Man Legends 2 – Sera[3]
- 2000: Cosmo Warrior Zero – Les Silviana / Hermatia[3]
- 2000: Eternal Suite: All Star Project – Bisset Marsh[3]
- 2000: Kōkidō Gensō Gunparade March  – Yumi Arai[3]
- 2000: Blue Submarine No. 6 – Lan Chuang[3]
- 2001:  Harry Potter and the Philosopher's Stone – Harry Potter[3]
- 2002: Grandia Xtreme – Dene[3]
- 2002: Star Wars: Galactic Battlegrounds – Anakin Skywalker[3]
- 2002: Harry Potter and the Chamber of Secrets – Harry Potter[3]
- 2003: Sunrise World War From Sunrise Heroes – R · Dorothy Wayneright / Yoshinaga Surrey[3]
- 2004: Onimusha 3 – Henri Blanc[3]
- 2004: Zatch Bell games – Kotoha[3]
- 2004–05: Futari wa Pretty Cure games – Mipple[3]
- 2005: Another Century's Episode – Lillina · Peace Craft[3]
- 2005: New Century Brave War – Yoshinaga Surrey[3]
- 2006: Valkyrie Profile: Lenneth – Ariesa[3]
- 2006–14: Crayon Shin-chan games – Shinnosuke Nohara[3]
- 2006: .hack//G.U. series – Gaspard[3]
- 2006: Valkyrie Profile 2: Silmeria – Alicia[3]
- 2006: Brave Story: New Traveler – Wataru Mitani[3]
- 2006: Blood+ games – Riku Miyagi[3]
- 2006: Tales of the World: Radiant Mythology – Annie Barth[3]
- 2007: Everybody's Golf 5 – Chris[3]
- 2007: Another Century's Episode 3: The Final – Sakuya[3]
- 2009: Tales of the World: Radiant Mythology 2 – Annie Barth[3]
- 2009: Boku no Natsuyasumi 4 – Me[3]
- 2009: Super Robot Wars Neo – Puffy · Pafrisia[3]
- 2010: White Knight Chronicles – Fran-Powers[3]
- 2010: Hello, Good-bye – Natsume Rindo[3]
- 2011: Tales of the World: Radiant Mythology 3 – Annie Barth[3]
- 2012: Toriko: Gourmet Survival! 2 – Merck[3]
- 2013:  Super Robot Wars Operation Extend – Puffy · Pafrisia[3]
- 2014: Aka and Akashiyaki – Maple[3]
- 2014: Tales of the World: Reve Unitia – Annie Barth[3]
- 1999: Magic Woman M – Merle[3]
- 2003: Castle Shikigami 2 – Nie gorgeous blue[3]
- Heroine Dream – Kyushu circle[3]
- 2001: Dokapon: Monster Hunter – Uiui[3]
- 2004: Tales of Rebirth – Annie Barrs[3]
- 2012: Majikoi S – Cookie Fourth form[3]

### Drama-CDs
- 2000: Renten Rose – Miyuki, Primula
- 2012: Rui no Masaiban[8]
- Galaxy Fraulein Yuna – Erika Kousaka
- Gundam Wing – Relena Dorian
- Haou Taikei Ryuu Knight – Paffy
- Hayate × Blade – Hitsugi Amachi
- Vampire Hunter – Anita
- Yuukyuu Gensoukyoku 3: Perpetual Blue

### Andere
- 1994: Home Alone – Kevin McAllister[3]
- 1999: Star Wars: Episode I – The Phantom Menace – Anakin Skywalker[3]
- 2009: Cloudy with a Chance of Meatballs – Cal[3]
- 2010: Despicable Me – Edith[3]
- 2013: Despicable Me 2 – Edith[3]
- 2014: The Lego Movie – Wonder Woman[3]
- 2017: Kubo and the Two Strings – Kubo[3][9]